# Kongtong
Der Stadtbezirk Kongtong (chinesisch 崆峒区, Pinyin Kōngtóng Qū) ist ein Ortsteil der bezirksfreien Stadt Pingliang in der chinesischen Provinz Gansu. Er hat eine Fläche von 1.928 km² und zählt 533.200 Einwohner (Stand: Ende 2018). Der Sitz der Verwaltung ist die Straße Xidajie (西大街).